# 爪哇無鬚魮
爪哇無鬚魮（学名：Puntius jayarami）是輻鰭魚綱鯉形目鯉科無鬚魮屬的一個種，該物種被IUCN列為次級保育類動物，分布於亞洲印尼，體長可達9.3公分，棲息在中底層水域。